# Iglesia de Santa María (Bendones)

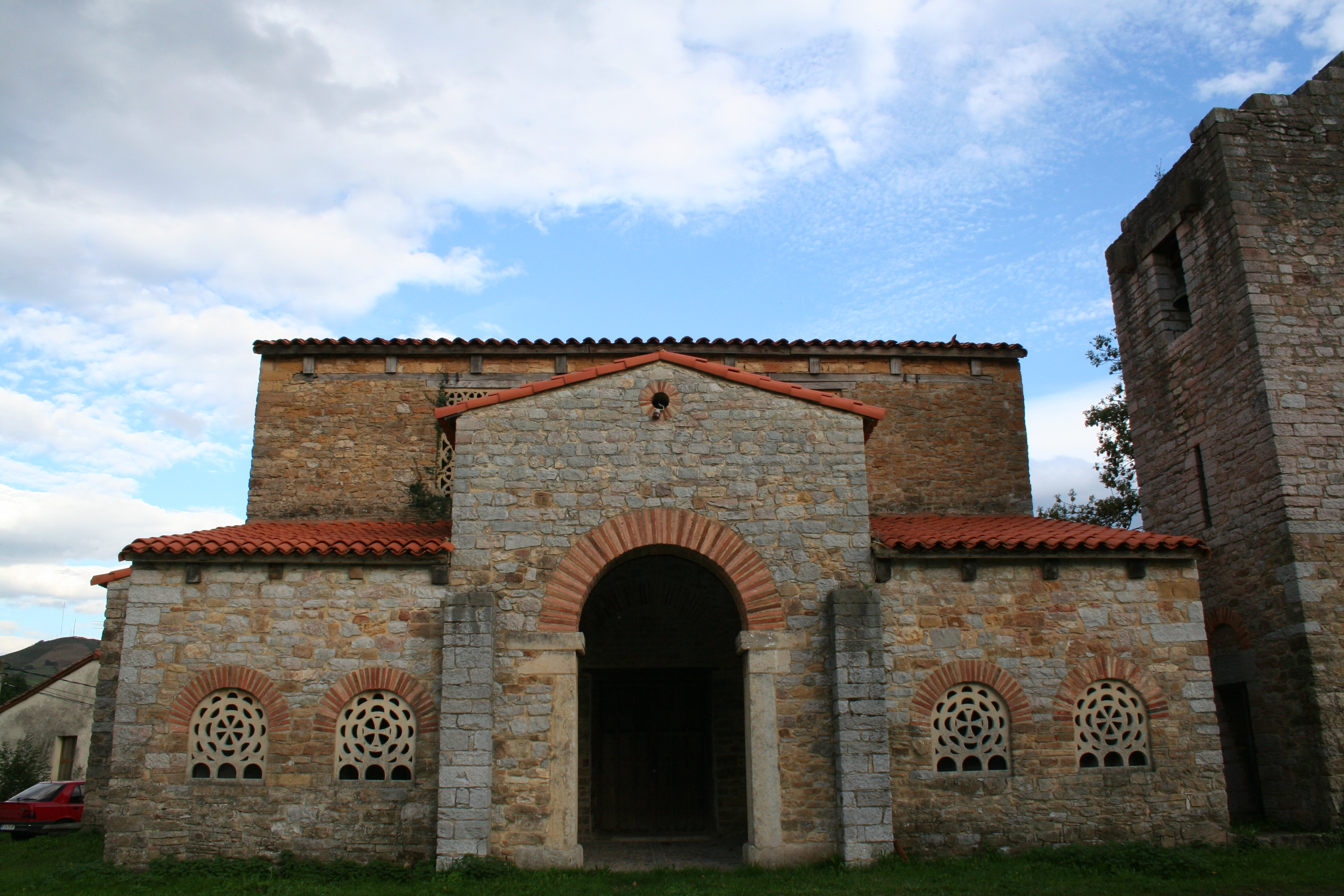
Entrada a la iglesia en la que se pueden observar las celosías

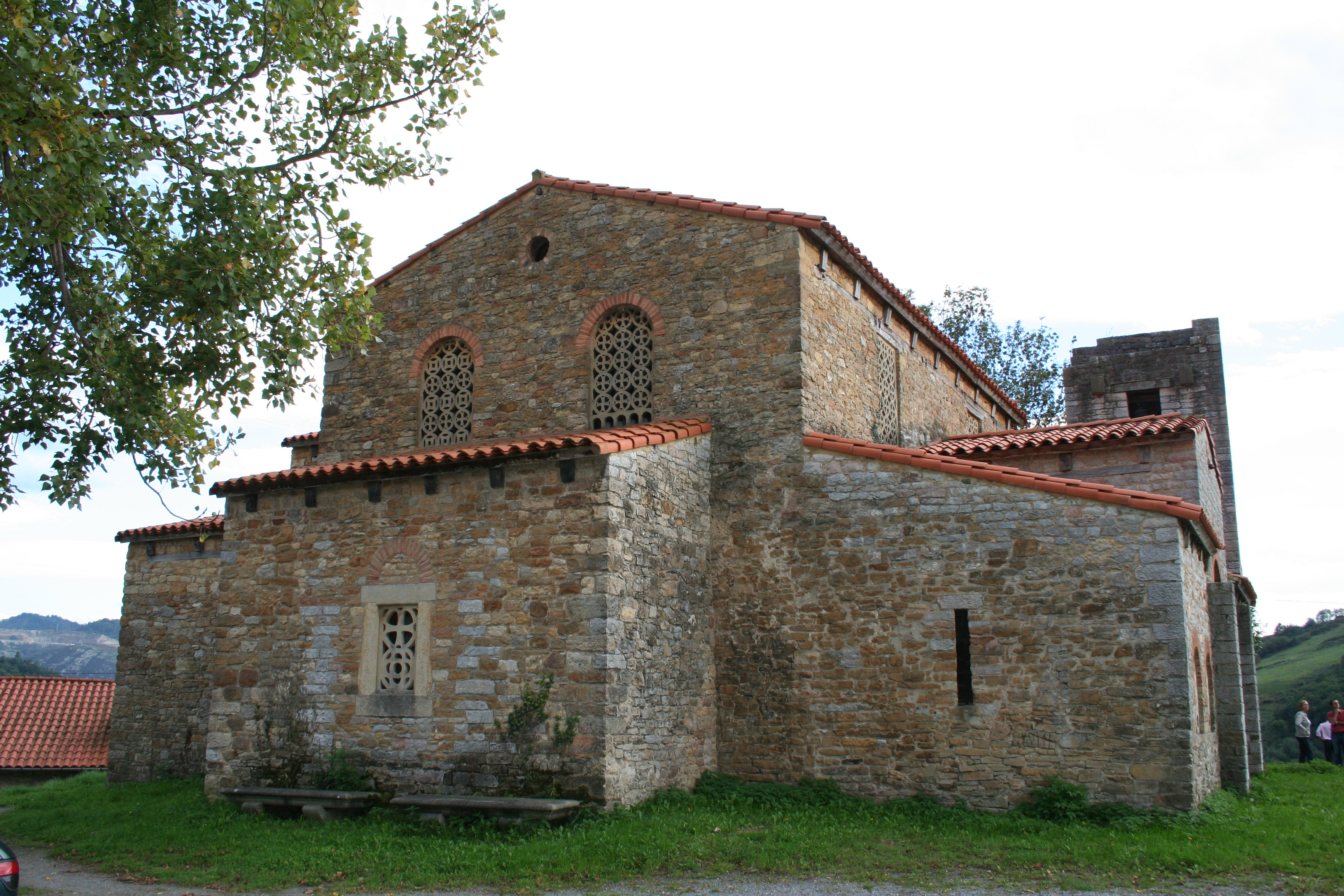
Vista lateral de la iglesia con el campanario al fondo

La iglesia de Santa María de Bendones, situada en el centro de la aldea Bendones, parroquia perteneciente al municipio de Oviedo (Asturias, España), es un templo construido entre el siglo IX y principios del X, ya que no se tienen bases sólidas sobre su cronología. Es considerado una de las joyas del arte prerrománico asturiano. 
Incendiada y derruida en 1936, durante la guerra civil es descubierta por Joaquín Manzanares en 1954, quien realiza los primeros trabajos de conservación y de investigación sobre la configuración de su primitiva estructura arquitectónica. Finalmente, en 1958 el arquitecto Luis Menéndez Pidal inicia los trabajos de reconstrucción y restauración del templo.
Fue declarada monumento nacional en diciembre del año 1958. La iglesia se ubica a sólo 5 kilómetros de la capital del concejo, en dirección a Pola de Laviana. Es una construcción de la primera mitad del siglo IX.

## Ubicación
La iglesia se localiza en la parroquia de Bendones, a las afueras de la ciudad de Oviedo. Puede accederse por carretera, concretamente por la AS-242, en dirección a Los Arenales. A los 2,5 kilómetros, se tomaría la AS-243 hacia Bendones.
Es posible llegar en autobús urbano (Transportes Unidos de Asturias), a través de las líneas L-1 y L-2, que realizan los recorridos entre Trubia (San Andrés) y Tudela Veguín. La parada más cercana se ubica a unos dos kilómetros de la iglesia y se llama «San Esteban». Además tiene otros accesos a pie por caminos desde parroquias como San Esteban de las Cruces o Santa Eulalia de Manzaneda.

## Historia
Su construcción no está bien definida en el tiempo ya que no se conserva ningún documento en el que quede reflejado el año de su construcción, pero gracias a su estilo la podemos datar dentro de la época del reinado de Alfonso II de Asturias, debido a su gran similitud con otra obra prerrománica del municipio de Oviedo como es San Julián de los Prados. Aun así, el templo se cita en una donación hecha a la Catedral de San Salvador de Oviedo por el monarca Alfonso III de Asturias y su mujer Jimena. El texto data del 20 de enero del año 905. La copia original de este documento se ha perdido, aunque figura trascrito en el conocido Libro Testamentorum del obispo Pelayo de Oviedo, antes de 1129.
Por este documento sabemos que la iglesia es anterior al año 905. El hecho de que en el documento se denomine Villa a Bendones puede significar su adscripción a una explotación agraria con estatuto jurídico de «monasterio familiar», lo que explicaría la configuración del edificio como «iglesia cerrada» con destino a un colectivo de individuos dotados todos ellos de ordenación religiosa. Motivaría la ausencia de compartimentación en varias naves al no contemplarse la asistencia de fieles laicos a las ceremonias religiosas.
Durante la guerra civil sufrió grandes daños que acabaron con un incendio en el año 1936, con lo que la iglesia se derrumbó parcialmente, quedando en el olvido hasta que en el año 1954, Joaquín Manzanares, cronista oficial de Asturias y director del Tabularium Artis Asturiensis descubrió sus ruinas y se puso a trabajar en la restauración que le llevó cuatro años de trabajo bajo la dirección del arquitecto Luis Menéndez Pidal. 
El 12 de diciembre de 1958 se le otorgó el reconocimiento de Monumento nacional.

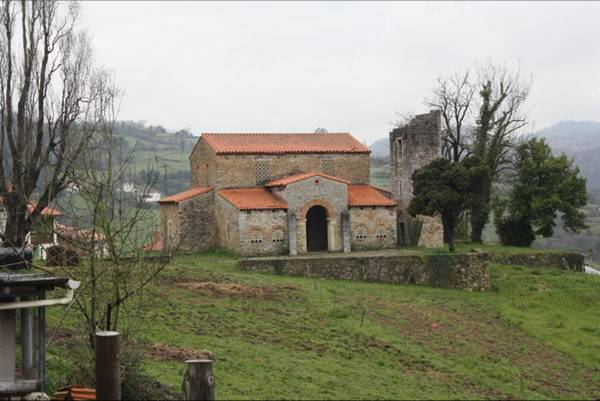
Vista general de la iglesia

## Arquitectura

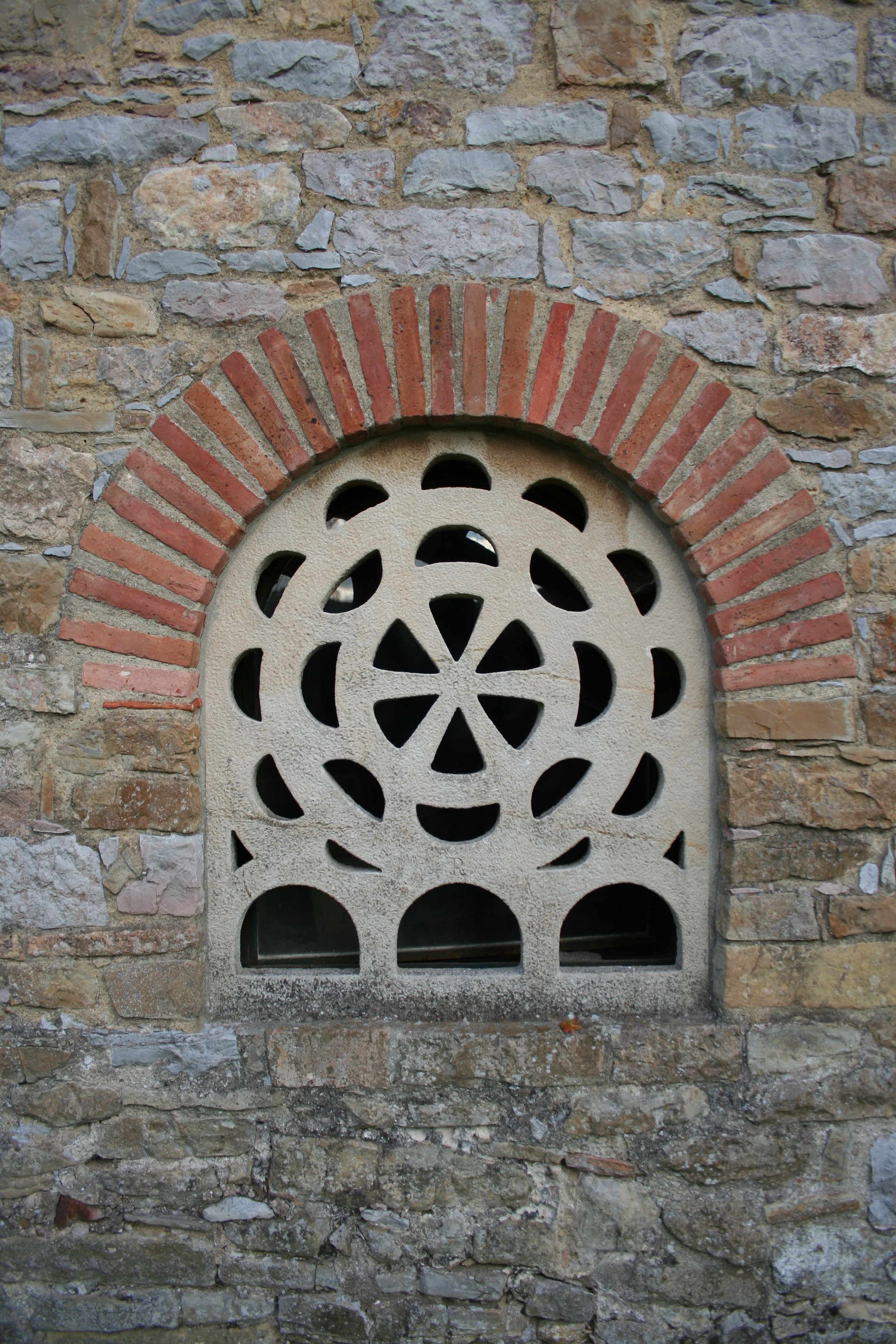
Vista en primer plano de la celosía de la parte central

### Estructura

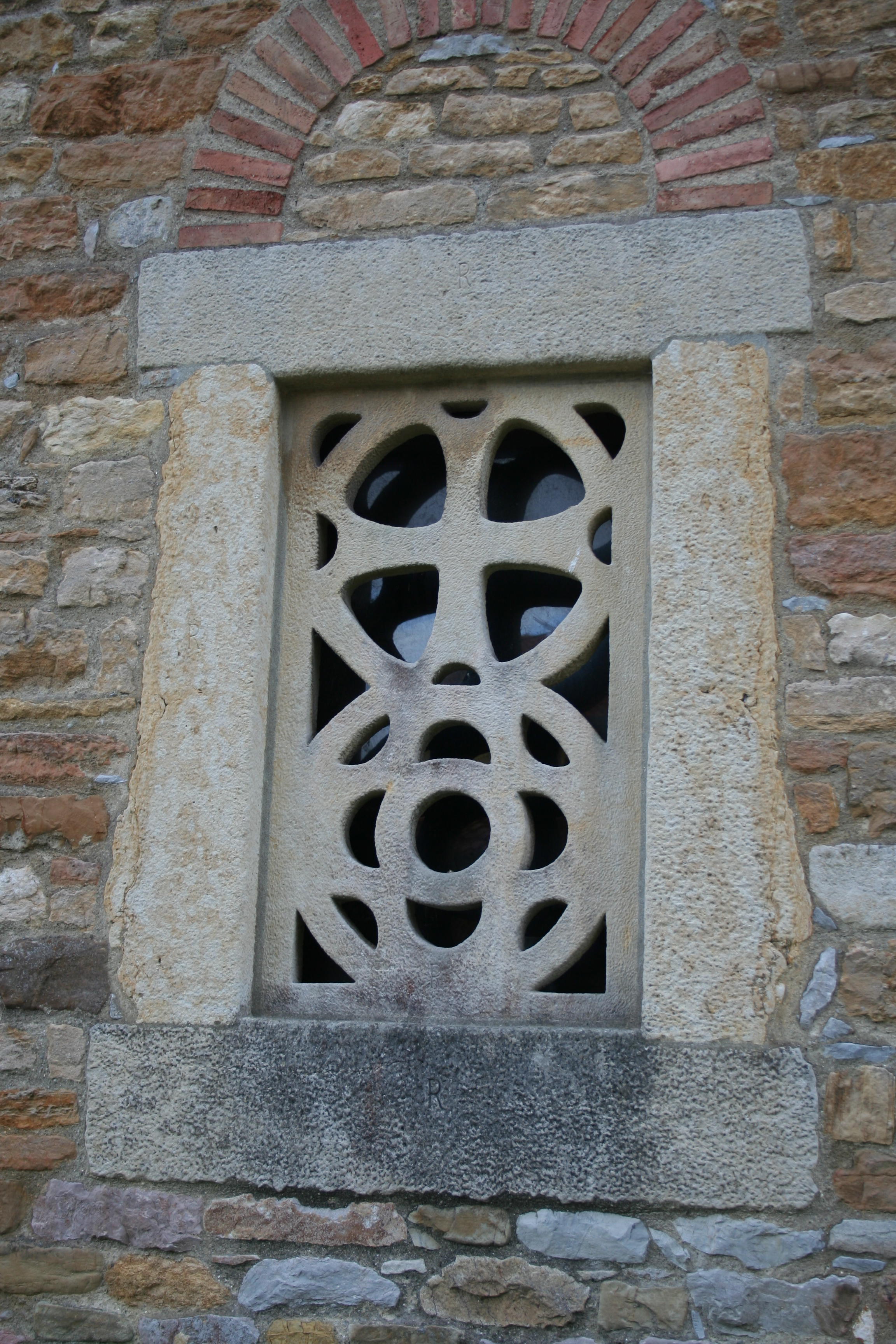
Detalle de ventana

La planta es rectangular y sin naves longitudinales, presenta una cabecera tripartita y una nave única transversal, con sendos recintos laterales. A los pies un pórtico, compuesto por un recinto central y dos laterales.
Podemos considerar que la iglesia original era semejante a la que ha resultado de la reconstrucción. Nos encontramos ante una estructura perfectamente encuadrable en el mismo grupo que San Julián de los Prados y San Pedro de Nora, con una cabecera del mismo tipo que la de ambas. 
La nave trasversal, de gran altura y con compartimentos laterales, es como la nave de crucero de «Santullano», y el nártex tripartito de «Nora», pero con dos diferencias a analizar: la primera sería el hecho de que sólo estuviera abovedada la capilla central, y la segunda, es la no existencia de las tres naves longitudinales - las que se dedicaban a los fieles en el rito español de la época - básicas en el resto del Arte asturiano.

### Nave
El templo está dividido en una nave única bastante ancha y transversal, que tiene semejanza con el transepto continuo de San Julián de los Prados, y con sendos recintos laterales. Cuenta con diez vanos para la iluminación y ventilación.

### Cabecera
Está formada por tres capillas de planta rectangular, siendo la central mayor que las laterales. Todas tenían una función litúrgica, y estaban separadas de la nave por un cancel, a modo de barrera litúrgica.
Las tres capillas conservan ventanas cerradas con celosía de ejecución moderna, y la comunicación de ellas con la nave se realiza por medio de arcos semicirculares. 
El pavimento corre a un mismo nivel, unos veinte centímetros más elevado que el de la nave. Sobre la capilla mayor se encuentra situada la cámara supraabsidial ciego, con acceso externo y de finalidad discutible, cuyos tres arcos, aparejados en ladrillo, apoyan en dos columnas exentas y dos semicolumnas entregas de basas toscanas y curiosos capiteles tallados. El triple hueco tiene un enmarque con una pequeña moldura que recorre el semirectángulo y que se parece mucho al alfiz de la cabecera de la Iglesia de San Tirso (Oviedo).
Los muros que la cubrían eran más elevados que los de la capilla mayor.

### Pórtico
La parte oeste está constituida por un pórtico de compartimentación tripartita, estrictamente original. El recinto central es el vestíbulo y la función de los laterales es discutida (alojamiento de peregrinos, baptisterio…). La iluminación de estos recintos se obtenía en cada uno por medio de una ventana con arco de ladrillo (vanos).

### Cubiertas
A diferencia del templo de San Julián de los Prados, en esta iglesia solamente la capilla mayor está abovedada, cubierta con bóveda de cañón de ladrillo, apoyada en un lienzo de imposta semejante a la existente de «Santullano». La bóveda central poseía unas anillas cuya finalidad era servir de enganche para lámparas y relicarios, como se puede observar en otros templos asturianos altomedievales.
Las capillas laterales de Santa María de Bendones no van cubiertas con bóveda, sino con techumbre de madera a una vertiente, lo que resulta una novedad.
La cubierta de la nave, de las capillas supraadsiales y del póritco eran de tejado sobre armadura de madera a doble vertiente. Los recintos laterales se cubrían también con tejado de armadura de madera. 

### Materiales
Todos los muros tienen un espesor de 75 cm, excepto el del testero que alcanza un metro, y los que dividen las tres capillas, que llegan a los 70 cm. El aparejo es de mampostería concertada, fabricado con piedras y trabado con mortero de cal y arena.
Los tres huecos de ingreso a la capilla eran de arco semicircular, así como las ventanas laterales de la nave; y se forman con ladrillos de tipo romano. El pavimento de las tres capillas está hecho de hormigón muy típico formado por cal y ladrillo machacado, lo que le da un color rojizo. No se conservan restos claros del pavimento de la nave. Se cree que era una especie de terrazo 20 cm más bajo que el pavimento de las capillas.

## Decoración

### Escultura
La decoración escultórica de la capilla mayor se concreta a la imposta moldura corrida de mármol gris sobre la que va la bóveda, y los capiteles y basas del arco de la capilla mayor muestran, como la imposta, su perfecta identidad con los correspondientes de San Julián de los Prados. Según parece, todos estos elementos se redecoraban con estuco pintado. Respecto a la ventana de la habitación sobre la capilla mayor, sus columnillas monolíticas ofrecen gran interés por sus capiteles de tronco de cono escalonado, siendo una gran novedad en la temática de los capiteles asturianos. Estos capiteles cónicos se componen de anillos escalonados, con collarino y una moldura entre el ábaco y el astrágalo de funículo o sogueado. En el transcurso de los trabajos de restauración realizados en la iglesia aparecieron dos fragmentos decorativos de material calizo. Proceden de la primitiva placa de cancel que se ubicaría en la capilla mayor y en las capillas laterales y que separaría, a modo de barrera litúrgica, el presbiterio de las naves. Los fragmentos conservan parte de la huella que permitiría encajar el tablero de cancel en la basa. El tema decorativo es similar en ambos y está representado en una de sus caras por un estilizado arbusto del que salen pequeñas hojas combinadas con flores. En la otra cara de las piezas el tema decorativo está representado por un tallo serpenteante y unos folículos en forma de corazón combinados con estilizadas hojas. Este tema decorativo es semejante al representado en las placas de cancel de la iglesia de Santa Cristina de Lena y cuya cronología se fecha en la segunda mitad del siglo VII.

### Pintura
La iglesia contó con un complemento pictórico que por su clasicismo es de estirpe romana, afín al de la iglesia de San Julián de los Prados, y posiblemente del mismo taller. Este último dato hace pensar que son coetáneas. La iglesia estuvo revocada interior y exteriormente, pero en el interior, al menos, sobre la carga gruesa iba un estuco fino, que estaba decorado con pinturas semejantes a las de Santullano. Los principales restos de pinturas se sitúan en el ábside central y el lateral sur. La evidencia mejor conservada está en el intradós del arco de la capilla mayor, la central. Este resto de capa pictórica es la única evidencia que tenemos para datar la iglesia entre los siglos IX y principios del X, ya que encontramos un motivo similar tanto en Santullano como en San Salvador de Priesca, consagrada en el 921.
Representan una copa o crátera de la que sale una espiga, los colores son rojo-granate, amarillo-ocre siluetados por trazos negros, y es exactamente igual al motivo pintado en el mismo lugar que en Santullano. Como los restos de pintura de un zócalo en la capilla lateral sur y un modillón están dibujados en perspectiva en la capilla central del testero, esta espiga parece ser obra del mismo taller que decoró la iglesia de Santullano. La pintura del zócalo que recorrería el perímetro superior del ábside, en su pared norte, formado así por dos rectángulos recorridos por franjas de color rojo, negro, amarillo y rojo claro. Otra evidencia pictórica, es la conservada del zócalo, que tiene unas dimensiones de 160 cm de largo por unos 60 cm de alto y está formada por dos rectángulos recorridos perimetralmente por franjas de color: rojo, negro, amarillo y rojo claro. Estos restos coinciden de forma extrema con la ornamentación del zócalo que recorre los paramentos de las naves de Santullano, con quien compartiría en origen el revocado interior de estuco blanco amarillento sobre una gruesa carga de arena y cal.

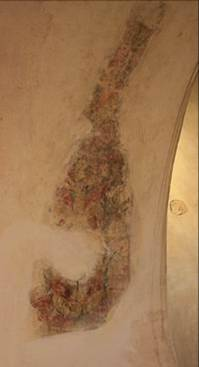
Resto de pintura mural

## Particularidades

### Pila bautismal
Apareció entre los escombros de la nave. Se trata de un bloque de piedra de 45 centímetros (cm) de alto, 70 cm de largo y 62 cm de ancho. Es de carácter medieval. Es de planta rectangular, y está ligeramente achaflanada en los ángulos, y cuenta con una pequeña decoración. La aparición de esta pila bautismal sugiere la probabilidad de que la habitación sur del pórtico se utilizara como baptisterio, mientras que, en la norte, serían recibidos los neófitos con anterioridad a la administración del Sacramento.

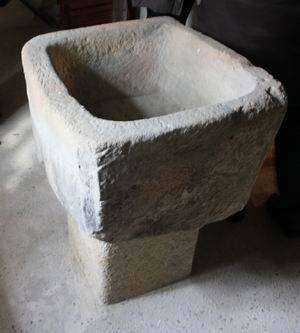
Pila bautismal localizada en la sala anexa derecha

### Ara (Altar)
Ubicada en la capilla sur, el ara permanece la mesa del altar. Está compuesta por piedra de arenisca grisácea. Sus dimensiones constan de 112 cm de largo, 70 cm de ancho y 10 cm de grosor. La superficie superior es lisa, mientras que la interior tiene tallada una caja en la que se ensamblaría el pilar que soportaría la mesa. Se considera como el ara prerrománica segunda en antigüedad, después de la existente en la iglesia de templo de San Juan Evangelista en Santianes de Pravia.

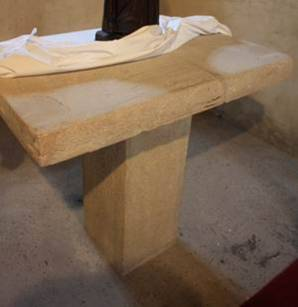
Ara original

### Torre
Al oeste de la fachada sur destaca la característica única dentro de la arquitectura altomedieval asturiana (arte asturiano), la presencia de una pequeña torre rectangular exenta. Está edificada sobre roca viva y tiene un zócalo de 60 centímetros de altura. Los restos de la torre solamente alcanzan en la actualidad 4,90 metros de altura, pues en la reconstrucción, realizada a partir de dos paños de muro en ángulo, se ha dejado inconcluso. Su función sería campanile de la Iglesia. Sabemos, por el estilo y la forma que presenta, que no pertenece a la obra original, aunque se desconoce su fecha de construcción.
Canceles
La iglesia presentaba originalmente unos canceles en su interior cuyos fragmentos se encuentran en el Museo Arqueológico de Asturias y una colección particular. Presentaban motivos de tallos de vid, frisos de trifolias y otras representaciones vegetales, siendo temas recurrentes referidos a simbología eucarístico.

## Actualidad
La iglesia fue recientemente restaurada en enero de 2023, por la consejería de cultura del principado de Asturias. Se rehabilitó por completo la cubierta y se dispuso una red perimetral de drenaje para paliar las humedades que sufrían los muros.